# Wikariat Porto Nascente
Wikariat Porto Nascente − jeden z 22 wikariatów diecezji Porto, składający się z 10 parafii:
- Parafia Matki Bożej Fatimskiej w Porto
- Parafia św. Antoniego w Porto
- Parafia Najświętszej Maryi Panny w Porto
- Parafia św. Piotra w Porto
- Parafia Matki Bożej z Bonfim w Porto
- Parafia Najświętszej Maryi Panny w Porto
- Parafia Paranhos w Porto
- Parafia św. Ilfedonsa w Porto
- Parafia Niepokalanego Poczęcia Najświętszej Maryi Panny w Porto
- Parafia Matki Bożej Kalwaryjskiej w Porto